# 飯田貞固
飯田 貞固（いいだ さだかた、1884年（明治17年）2月18日 - 1977年（昭和52年）9月15日）は、日本陸軍の軍人。最終階級は陸軍中将。

## 経歴
新潟県出身。村長・飯田貞一の長男として生れる。高等小学校、仙台陸軍地方幼年学校、中央幼年学校を経て、1905年（明治38年）3月、陸軍士官学校（17期）を卒業。翌月、騎兵少尉に任官し近衛騎兵連隊付となる。騎兵第22連隊付などを経て、1912年（大正元年）11月、陸軍大学校（24期）を卒業した。
1913年（大正2年）12月、参謀本部付勤務となり、独立第18師団副官として青島の戦いに参加。1914年（大正3年）11月、青島守備軍参謀に就任。1916年（大正5年）11月、参謀本部付となり、1917年（大正6年）6月より、フランス・イタリア駐在となる。1921年（大正10年）9月、陸相秘書官兼陸軍省副官に就任し、山梨半造陸軍大臣に仕えた。
1923年（大正12年）7月、イタリア大使館付武官となり、陸大教官在任時の1928年（昭和3年）8月、騎兵大佐に昇進。近衛騎兵連隊長、軍務局馬政課長、陸軍省副官などを歴任し、1933年（昭和8年）3月、陸軍少将に進級し騎兵第3旅団長となり、満州事変に出動した。
以後、陸軍騎兵学校長、参謀本部総務部長を経て、1936年（昭和11年）12月、陸軍中将に進み騎兵監に就任。1937年（昭和12年）8月、近衛師団長となり、第12軍司令官を務めた後、参謀本部付となり、1941年（昭和16年）4月、予備役に編入された。
1947年（昭和22年）11月28日、公職追放仮指定を受けた。

## 栄典
勲章等
- 1940年（昭和15年）8月15日 - 紀元二千六百年祝典記念章[5]
- 1942年（昭和17年）4月13日 - 勲一等旭日大綬章[6]

外国勲章佩用允許
- 1906年（明治39年）7月13日 - プロイセン王国：王冠第四等勲章[7]

## エピソード
- 1937年、近衛師団長に就任したが、同師団は日露戦争以降長らく実戦経験がなく、盧溝橋事件勃発後も出動命令が下ることがなかった。このことから、出動命令を受けた他の師団より「あれはおもちゃの兵隊さんではないか」と陰口をたたかれていた。たまりかねた飯田は昭和天皇と面会した折「将兵一同は皆出征を希望しております」と具申。天皇は驚いて「そんなに皆、出たがっているのか」と承諾した。転任後の1937年11月、実に35年ぶりに動員下命が下った[8]。
- 1945年日本が敗戦の時に、多くの将兵、民間人が中国に滞在していたが、その無害帰国について蒋介石との交渉に飯田貞固があたったとされている。その交渉の結果、多くの将兵民間人が短期間で無事帰国ができた。蒋介石は新潟県高田に滞在していた経験があり、その時に知り合ったといわれる。国共内戦後に蒋介石が台湾に逃れるのを援助したのも、飯田貞固が児玉誉士夫を通じて行ったとされる。出身地の新潟県長岡市と柏崎市の境界付近にある八石山の不動滝附近に蒋介石は資金を隠し、その資金は後日回収されたが、その時の恩として観光のために蒋介石は橋の建設を寄付した[9][10]。